# 邓显昭
邓显昭（1919年—2014年11月18日），原名邓建初，男，四川郫县人，中国泌尿外科专家，华西医院泌尿外科创始人之一，教授、博士生导师。